# ДТЕК Дніпровські електромережі
Акціоне́рне товари́ство «ДТЕК Дніпровські електромережі» — найбільша енергозабезпечуюча компанія України, передає по своїх мережах і постачає споживачам до 27 % всієї електроенергії в Україні.

## Опис
Адреса: Україна, 49107, м. Дніпро, Запорізьке шосе 22.
Компанія веде ліцензовану діяльність на території площею майже 32 тисячі квадратних кілометрів. Довжина повітряних ліній електропередачі 58 тисяч кілометрів, кабельних ліній  — 5,5 тисячі кілометрів. На балансі компанії  — 328 підстанцій 35—150 кВ і понад 15 тисяч силових трансформаторів.
Компанія забезпечує електроенергією майже 24 тисячі підприємств, установ і організацій і 1,5 мільйона побутових абонентів.
За даними Агентства з розвитку інфраструктури фондового ринку, 75 % акцій ПАТ «Дніпрообленерго» належать державі та знаходяться в управлінні Національної акціонерної компанії «Енергетична компанія України», 15,9 % — компанії Larva Investments Limited (Кіпр).
«Дніпрообленерго» у 2007 році збільшило прибуток на 41,9 %, або на 8 мільйонів 366 тисяч гривень — до 28 мільйонів 346 тисяч гривень, в порівнянні з 2006 роком.